# سولفور دی‌کلرید
سولفور دی‌کلرید (به انگلیسی: Sulfur dichloride) با فرمول شیمیایی SCl2 یک ترکیب شیمیایی است. که جرم مولی آن 102.97 g mol−1 می‌باشد. شکل ظاهری این ترکیب، مایع قرمز با بوی تند است.